# María Teresa de Huidobro
María Teresa de Huidobro (Santander, 1922-1997) fue una actriz, directora y escritora.

## Biografía
Pertenecía a una familia muy conocida de la capital. Se introdujo en el teatro como actriz, directora y autora, fue presidenta del grupo escénico Cámara y Ensayo de Santander.
Huidobro dejó escrito un libro de poemas y participó en el ambiente cultural de su tiempo, copado por los hombres y participaba en las tertulias literarias y colaboraba en revistas como Proel y La Isla de los ratones.

## Obras
- Por caminos del aire. (Poesía). Ed. Fosca. María Teresa de Huidobro, Santander, (1948).[1]
- Sobre el Haz de la Tierra. (Cuentos). Ed. Cantabria, María Teresa de Huidobro, Santander, (1950).[2]